# Bazilika sv. Margarete Cortonske
Bazilika sv. Margarete Cortonske je rimskokatoliška cerkev v neogotskem slogu, ki stoji tik pred toskanskim mestecem Cortona v Italiji, na križišču Via delle Santucce in Via Sant Margherita, na hribu tik pod Medičejsko trdnjavo (Fortezza del Girifalco) in je posvečena domači mestni svetnici Margareti  Cortonski.

## Zgodovina
Cerkev je bila prvotno prizorišče majhnega oratorija, posvečenega sv. Baziliju, zgradili pa so ga menihi Kamaldolijanci v 11. stoletju. Poškodovana med obleganjem mesta s strani Arezza leta 1258, je bila cerkev in sosednji samostan leta 1288 obnovljena s prizadevanji, ki jih je vodila sama Margareta Cortonska, frančiškanska redovnica in posvečena svetnikom Vasiliju, Egidiju in Katarini Aleksandrijski. Takrat so jo še imenovali oratorij in je merila v dolžino le 15 metrov, zraven pa je bila manjša kapela svetega Bazilija. Margareta je umrla leta 1297 v sobi za staro cerkvijo, v kateri je živela zadnja leta svojega življenja; soba je v grobem ustrezala sedanjemu mestu 3. oltarja na levi strani ladje. Pokopana je bila v steni kapelice svetega Bazilija. Cortonci so do leta 1330 zgradil večjo cerkev, ki jo je zasnoval Giovanni Pisano, del v stavbi pa namenil relikvijam, uničenim leta 1456, ki so postale vir čaščenja. Stara cerkev je zdaj postala del ladje novejše, 30 metrov dolge zgradbe. Svetnica je bila kanoniziran leta 1728.
V škofijskem muzeju je danes ohranjena freska iz cerkve, ki je bila pripisana Lorenzettiju. Ostale freske iz 14. stoletja, kot je bila ena Barna da Siena, so izginile. Mnoga platna, ki so bila nekoč v notranjosti, so bila razpršena ali prestavljena.
Leta 1738 in 1874-1878 je cerkev doživela večje širitve in obnove; od prvotne cerkve je ostal le kor in dve obočni poli, druga in tretja v glavni ladji. Današnja cerkev v slogu neogotike je delo Enrica Presentija in Mariana Falcinija. Fasado je zasnoval Domenico Mirri (1856-1939), dokončal pa jo je Giuseppe Castellucci.
Pietro Berrettini je zasnoval bogat marmornat mavzolej v transeptu, delo sienskih delavnic in srebrno skrinjo svetnice (1774) pri glavnem oltarju, ki prikazuje njeno truplo. Glavni oltarni del je nekoč imel veliko Križanje ali Polaganje Luca Signorellija. Margareta naj bi molila pred tem razpelom. Marmorni kip (1781) svetnice v niši na desni je delo kiparja Vincenza Paccettija.
Na drugem oltarju je oltarna slika Devica in sv. Elizabeta Madžarska, delo Jacopa da Empolija. Na oltarju na desni je leseno razpelo iz 13. stoletja, prvotno iz cerkve San Francesco v Cortoni. Na desni stranski steni so relikvije in zaseženi prapori, ki so jih darovali Malteški vitezi, stacionirani v Cortoni. V levi ladji vidimo veliko kapelo v spomin na Kortonce padle med vojno. Za cerkvijo stoji zvonik (1650) in samostan frančiškanskega reda. Prvi oltar na levi strani je imel oltarno upodobitev sv. Ludvika Toulouškega, Frančiška, Dominika in Margarete, delo Francesca Vannija il Vecchia, na drugem oltarju je slika, ki prikazuje Pokol nedolžnih Pietra Zanottija.
Cerkev je bila leta 1927 povzdignjena v status manjše bazilike.